# Eupithecia cichisa
Eupithecia cichisa är en fjärilsart som beskrevs av Louis Beethoven Prout. Eupithecia cichisa ingår i släktet Eupithecia och familjen mätare. Inga underarter finns listade i Catalogue of Life.